# Marie-Rose Morel

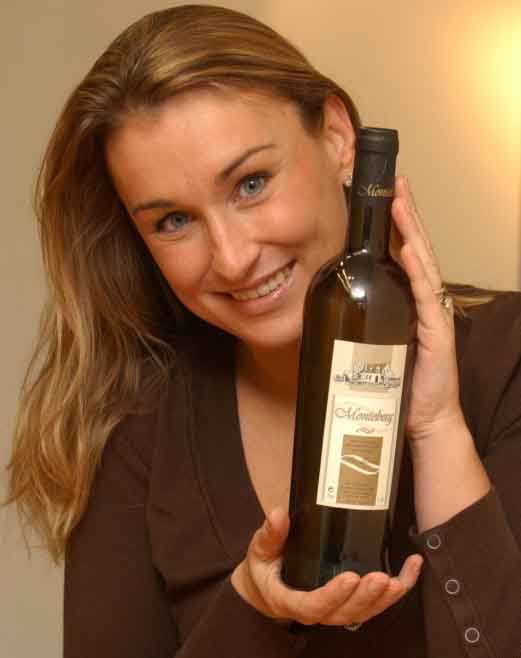
Marie-Rose Morel (2008)

Marie-Rose Louise Constant Morel (* 26. August 1972 in Antwerpen; † 8. Februar 2011 ebenda) war eine belgische Politikerin. Sie gehörte der rechtsextremen und separatistischen flämischen Partei Vlaams Belang an. Morel war seit 2004 Mitglied des Flämischen Parlaments, zuvor war sie Mitglied des belgischen Senates (N-VA).
Morel wurde 1994 zur Miss Flandern gewählt. Sie siedelte kurz vor ihrem Tod nach Schoten in der Provinz Antwerpen, wo sie aktives lokales Mitglied war. 2008 wurde bei ihr Gebärmutterkrebs festgestellt. Am 8. Februar 2011 erlag sie dieser Erkrankung.
Einen Monat vor ihrem Tod heiratete Morel den Politiker Frank Vanhecke, den Vorsitzenden von Vlaams Belang.